# Česká basketbalová liga 1993
1. basketbalová liga 1993 byla nejvyšší mužskou ligovou basketbalovou soutěží v České republice v ročníku 1993. 
S ohledem na rozdělení Československa od 1.1.1993 na dva samostatná státy, tak ročník Československé basketbalové ligy 1992/93 byl ukončen v lednu 1993 po základní části soutěže a již nebylo hráno play-off. Kluby československé ligy byly zařazeny do dvou samostatných nejvyšších národních soutěží - Česká basketbalová liga (Česká republika) a Extraliga muži (Slovenská republika). Řízení nejvyšší domácí soutěže převzaly národní federace a nově ustavená Asociace ligových klubů. 
Na Československou basketbalovou ligu, její poslední ročník 1992/93, navázal v roce 1993 první ročník české 1. basketbalové ligy mužů. Bylo do něho zařazeno sedm družstev, která byla účastníkem Československé basketbalové ligy 1992/93 a to: USK Praha, BK NH Ostrava,  BC Sparta Praha, Bioveta Ivanovice na Hané, BK Nový Jičín, BHC SKP Pardubice, Dukla Olomouc. Celkovým vítězem a mistrem ligy se stal tým USK Praha.
Konečné pořadí:
1. USK Praha (mistr České republiky 1993) - 2. BK NH Ostrava - 3. BC Sparta Praha - 4. Bioveta Ivanovice na Hané - 5. BK Nový Jičín - 6. BHC SKP Pardubice - 7. BK NH Ostrava

## Systém soutěže
Sedm družstev odehrálo v lednu až únoru 1993 základní část soutěže dvoukolově každý s každým (zápasy doma - venku), každé družstvo odehrálo 12 zápasů. Do play-off postoupila nejlepší čtyři družstva po základní části.
Play-off se hrálo na tři vítězná utkání. Družstvo s lepším umístěním po základní části začalo dvěma zápasy doma, pokračovalo se jedním až dvěma zápasy u soupeře, eventuální rozhodující páté utkání hrálo doma družstvo s lepším umístěním po základní části.
V semifinále na tři vítězné zápasy hrála spolu družstva na 1. a 4. resp. 2. a 3. místě po základní části. Vítězové semifinále postoupili do finále, poražení do zápasů o 3. místo.
Družstva na 5. až 7. místě po základní části hrála dvoukolově každý s každým o konečné umístění. Z 1. ročníku ligy 1993 nikdo nesestupoval do nižší soutěže.

## Výsledky

### Tabulka po základní části
| Poř. | Tým                | Z  | V  | P  | Skóre     | Body |
| ---- | ------------------ | -- | -- | -- | --------- | ---- |
| 1.   | USK Praha          | 12 | 10 | 2  | 1036:941  | 22   |
| 2.   | Bioveta Ivanovice  | 12 | 7  | 5  | 1116:1049 | 19   |
| 3.   | BC Sparta Praha    | 12 | 6  | 6  | 963:955   | 18   |
| 4.   | BK NH ANES Ostrava | 12 | 7  | 5  | 1009:966  | 18   |
| 5.   | BC Nový Jičín      | 12 | 6  | 6  | 990:1015  | 18   |
| 6.   | Dukla Olomouc      | 12 | 4  | 8  | 974:1064  | 16   |
| 7.   | BHC SKP Pardubice  | 12 | 2  | 10 | 1011:1109 | 14   |

### Konečná tabulka na 5. až 7. místě
| Poř. | Tým               | Z  | V | P  | Skóre     | Body |
| ---- | ----------------- | -- | - | -- | --------- | ---- |
| 5.   | BC Nový Jičín     | 16 | 8 | 8  | 1345:1369 | 24   |
| 6.   | BHC SKP Pardubice | 16 | 6 | 10 | 1406:1448 | 22   |
| 7.   | Dukla Olomouc     | 16 | 4 | 12 | 1315:1462 | 20   |

## Play-off
Do vyřazovacích bojů play-off postoupila první čtyři družstva. Hrálo se na tři vítězná utkání. 

### semifinále
- (1.) USK Praha - (4.) BK NH ANES Ostrava 3:0 (95:75, 101:70,	97:89)
- (3.) BC Sparta Praha -  (2.) Bioveta Ivanovice 3:2 (78:80, 71:80, 83:80, 91:90, 86:78)

### zápas o 3. místo
- Bioveta Ivanovice - BK NH ANES Ostrava 3:1 (93:70, 104:97, 71:89, 79:67)

### Finále
- USK Praha - BC Sparta Praha 3:0 (96:92, 85:72, 84:61)